# Алтайские вооружённые формирования

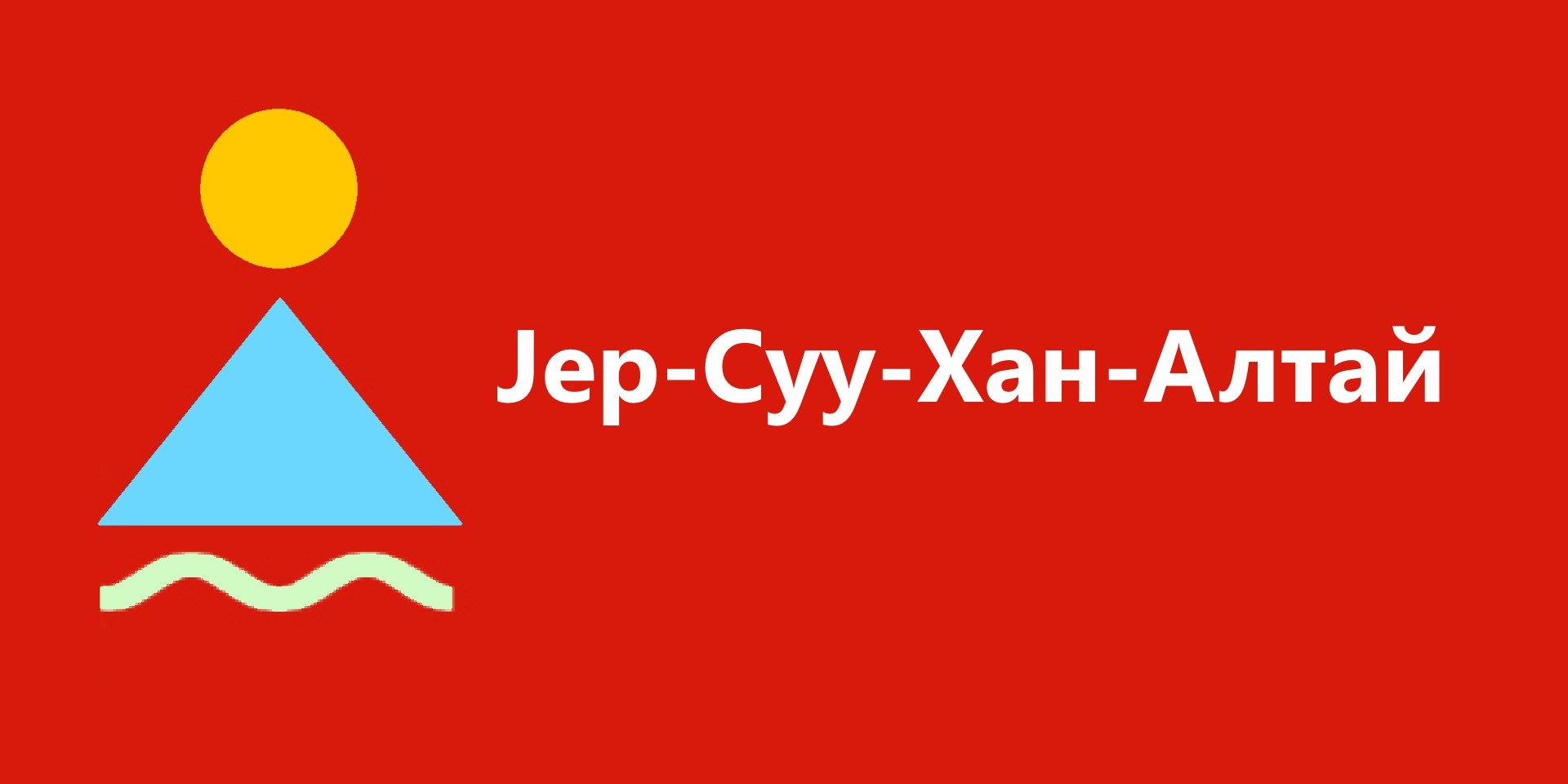
Реконструкция флага Каракорум-Алтая.

Алтайский туземный дивизион (Алтайский конный туземный дивизион) — вооруженное формирование Каракорум-Алтайского округа, государственного образования алтайцев во время Гражданской войны в России.

## Антибольшевистское восстание на Алтае

Республика Алтай — наследник Каракорум-Алтайского округа

После провозглашения автономии Каракорум-Алтайского округа весной 1918 года начались отдельные военные столкновения между Каракорумской управой и большевистским Бийским советом.
В конце мая 1918 происходит антисоветское восстание Чехословацкого корпуса. Услышав о нём, бывший штабс-капитан Дмитрий Сатунин поднимает восстание в советской миссии, направленной в Монголию для закупки скота.
Сатунин признал власть алтайских автономистов, в то же время отряды алтайских повстанцев приняли его руководство.
До конца июля советы на Алтае были ликвидированы, а в августе силы Сибирской республики разоружили отряд Сатунина.

## Алтайский туземный дивизион Российского государства

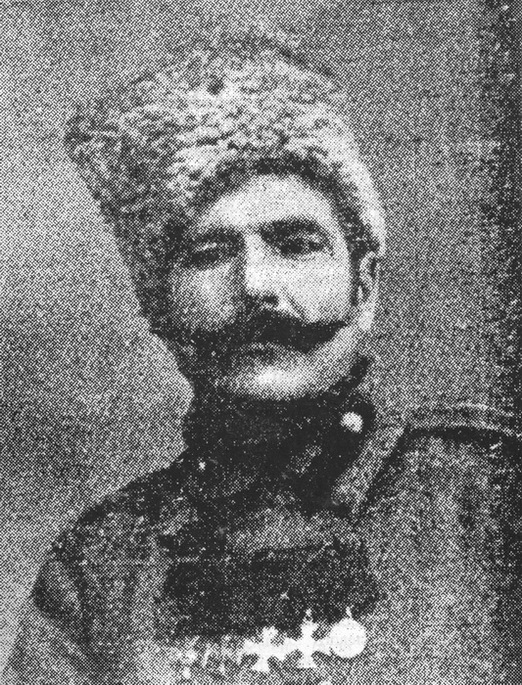
Атаман Александр Кайгородов имел смешанное русско-алтайское происхождение

Весной 1919 офицерами Колчака при Каракорумской управе был сформирован Алтайский туземный дивизион под командованием капитана Сатунина и есаула Кайгородова.
Дивизион входил в состав Третьей сводной дивизии Омского военного округа Российского государства и в октябре 1919 года насчитывал 326 человек.
Подразделение вело боевые действия против красных партизанских отрядов, сформированных из русских крестьян. Одна из сотен была отправлена в Омск в ставку Колчака.

## Самостоятельные действия против большевиков
В декабре 1919 большевиками была захвачена столица Каракорум-Алтая Улала (сейчас — Горно-Алтайск). Силы алтайцев оказались в изоляции от российских антибольшевистских сил и с боями отступили в Китай и Монголию в феврале 1920 года.
В сентябре 1921 года, после начала антисоветских восстаний на Алтае, четыре сотни войска алтайцев и россиян под руководством Александра Кайгородова перешли границу. Бои «Сводного российско-инородческого партизанского отряда войск Горно-Алтайской области» с большевиками продолжались до апреля 1922 года.